# 2024년 하계 올림픽 토고 선수단
토고는 2024년 7월 26일부터 8월 11일까지 파리에서 열리는 2024년 하계 올림픽에 참가했다. 토고 선수들은 1972년 첫 국가 출범 이후 1976년 하계 올림픽 두 차례를 제외하고 모든 하계 올림픽에 참가했다. 몬트리올 올림픽과 1980년 모스크바 올림픽은 각각 아프리카와 미국이 주도한 보이콧 때문이었다.

## 출전 선수
| 종목         | 남자 | 여자 | 전체 |
| ------------ | ---- | ---- | ---- |
| 육상         | 0    | 1    | 1    |
| 조정         | 0    | 1    | 1    |
| 수영         | 1    | 1    | 2    |
| 트라이애슬론 | 1    | 0    | 1    |
| 전체         | 2    | 3    | 5    |

## 매달 집계
| 종목 | 1 | 2 | 3 | 합계 |
| 종목 | ' | ' | ' | '    |
| 종목 | ' | ' | ' | '    |
| 종목 | ' | ' | ' | '    |
| 합계 | ' | ' | ' | '    |

## 같이 보기
- 2024년 하계 올림픽